# Nkhata Bay (district)
Nkhata Bay is een district in de noordelijkste regio van Malawi. De hoofdstad van het district heet ook Nkhata Bay. Het district heeft een oppervlakte van 4071 km² en een inwoneraantal van 164.761.